# Miasteczko (urbanizacja)

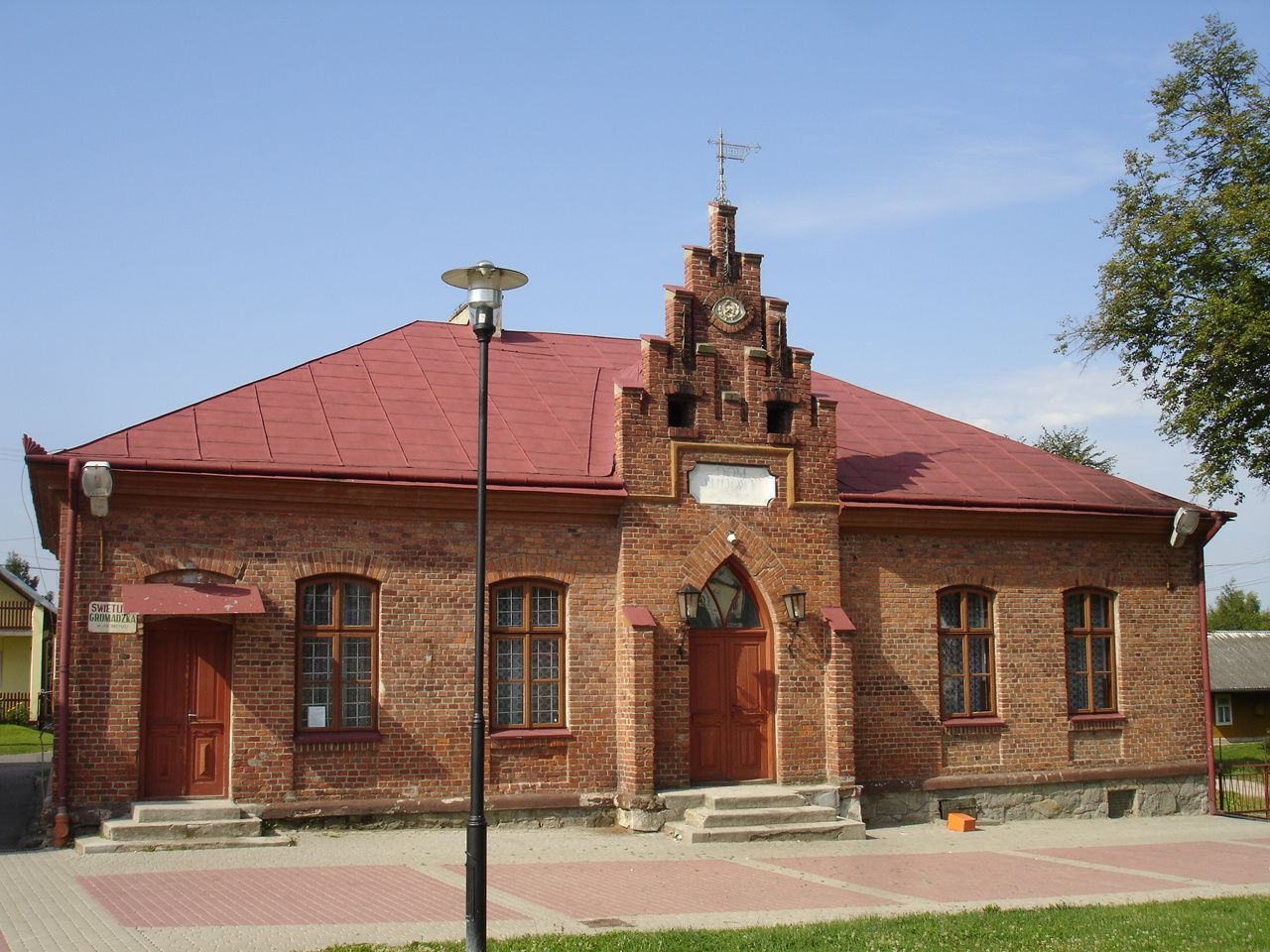
Dawny ratusz w Jaćmierzu

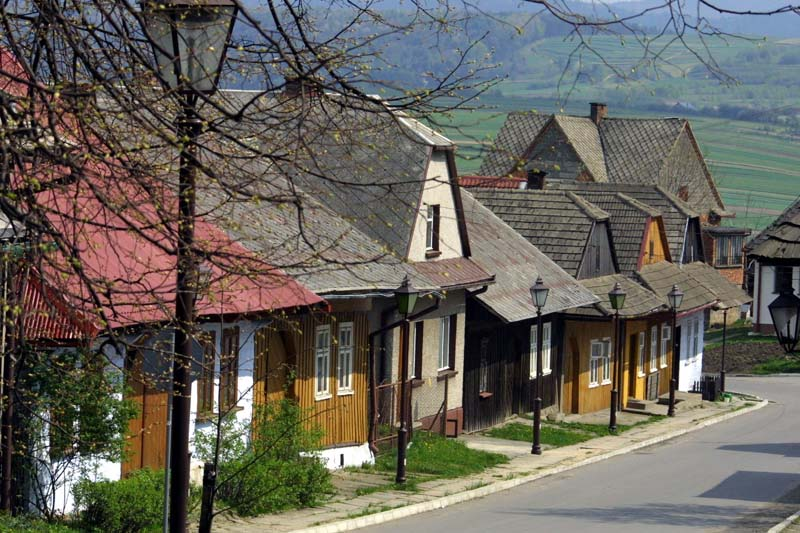
Lanckorona, ul. Piłsudskiego

Miasteczko (łac. oppidum; niem. Städtlein, Städtchen, Markt, Flecken; jid. sztetl) – prawno-administracyjna jednostka osadnicza o charakterze przejściowym między miastem a wsią, z charakterystycznym handlowo-przemysłowym (dawniej rzemieślniczym) wyodrębnieniem specjalności i analogiczną morfologią oraz infrastrukturą co (małe) miasto.
Obecnie w niektórych państwach istnieją obie formy administracyjne miejscowości, tj. zarówno miasta, jak i miasteczka, np. na Litwie (miestelis), w Czechach (městys lub městečko) i w Niemczech (Kleinstadt). Tego typu miejscowości nie mają jednak pełni praw i funkcji co formalne miasta. Odpowiednikiem miasteczek w tradycji angielskiej były tzw. market towns; w Norwegii do 1952 roku podobne znaczenie miało pojęcie kjøpstad, a w Szwecji (do 1971) köping.
W Polsce miasteczko nie ma obecnie oficjalnego administracyjnego znaczenia (choć miało takie do 1934 roku), a mianem tym określa się potocznie małe miasta, niepełniące roli ośrodków ponadgminnych, a także miejscowości pozbawione praw miejskich, które zachowały miejską morfologię i miejski charakter.

## Historia
Termin ten powstał we wszystkich krajach zachodnioeuropejskich w okresie średniowiecza w ramach tworzących się praw miejskich i związanych z nimi przywilejami targowymi oraz rodzącym się popytem i wymianą handlową. Różnica między miastem (łac. civitas) a miasteczkiem (łac. oppidum) polegała przede wszystkim na tym, że było ono mniejsze niż miasto. Mniejsze miasta ze względu na odległości do dużych centrów miejskich miały istotną funkcję dla zaopatrywania w produkty i usługi najbliższego wiejskiego otoczenia. Sam fakt zamieszkiwania w takich miejscowościach przynosił również jej mieszkańcom zarówno ekonomiczne, jak i osobiste przywileje. Dzięki prawu miejskiemu mogły się tu tworzyć i otwierać cechy kowali, tkaczy, szewców, krawców itp. specjalności zaopatrujących lokalne społeczności.
Ten typ osiedla popularny był na Węgrzech od XIV wieku do 1871 r. W Polsce porozbiorowej takie jednostki osadnicze posiadały własne sądownictwo i pieczęć, z przywilejem na targi i własny samorząd, albo i bez przywilejów.

## Polska

### Królestwo Galicji i Lodomerii z Wielkim Księstwem Krakowskim

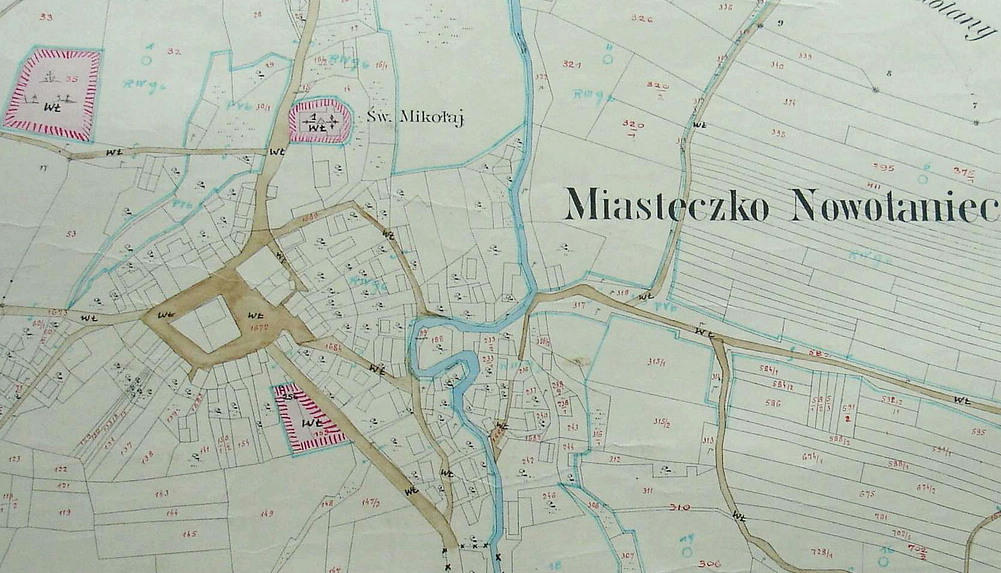
Mapa katastralna miasteczka Nowotaniec w Galicji, 1852

Po I rozbiorze Polski, w 1784 roku, władze austriackie w ramach reformy administracyjnej państwa przeprowadziły wielką akcję klasyfikacji galicyjskich miejscowości. Zastosowany wówczas podział miał wyłącznie znaczenie statystyczne i nie niósł żadnych reperkusji politycznych. Zdecydowanie ważniejszy był natomiast fakt podziału miejscowości na trzy klasy. Do pierwszej z nich został zaliczony tylko Lwów (później także Kraków), do drugiej klasy tylko dawne polskie miasta królewskie (niem. Stadt, łac. civitas), do ostatniej klasy przydzielano miasta municypalne (miasteczko, niem. Markt, łac. oppidum). Pozostałe miejscowości zaliczono do wsi. Fakt przydziału miasta do drugiej klasy odbywał się jednak pod warunkiem udowodnienia przez władze miejskie, że miejscowość jest rzeczywiście miastem królewskim. Tak więc w wyniku reformy administracyjnej oraz kolejnych, bardzo częstych zmian miasta prawne (czyli gminy miejskie) na terenie Galicji należały do trzech kategorii:
- miasta o własnym statucie:
  - do kategorii tej należały tylko Lwów (statut z 14 października 1870)[2] i Kraków (statut z dnia 6 października 1901)[3];
- miasta rządzące się ustawą z 13 marca 1889 roku[4]:
  - dla 30 miast: Biała, Bochnia, Brody, Brzeżany, Buczacz, Drohobycz, Gorlice, Gródek pod Lwowem, Jarosław, Jasło, Jaworów, Kołomyja, Krosno, Nowy Sącz, Podgórze, Przemyśl, Rzeszów, Sambor, Sanok, Śniatyn, Sokal, Stanisławów, Stryj, Tarnopol, Tarnów, Trembowla, Wadowice, Wieliczka, Złoczów i Żółkiew;
  - miasta należące do tej kategorii posiadały wszystkie przywileje miast (prawa miejskie), z wyjątkiem miasteczka Buczacz (był miasteczkiem);
- miasta rządzące się ustawą z 3 lipca 1896 roku[5]:
  - dla 131 miast: Andrychów, Baryż, Baranów, Bełz, Biecz, Błażowa, Bóbrka, Bohorodczany, Bolechów, Bołszowce, Borszczów, Brzozów, Brzostek, Brzesko, Budzanów, Bursztyn, Busk, Chrzanów, Chodorów, Chyrów, Ciężkowice, Cieszanów, Czortków, Dąbrowa, Delatyn, Dębica, Dolina, Dobczyce, Dobromil, Dukla, Gliniany, Grzymałów, Grybów, Halicz, Horodenka, Husiatyn, Jagielnica, Janów (powiat Gródek), Jaryczów Nowy, Jazłowiec, Jordanów, Kalwarya, Kałusz, Kańczuga, Kamionka Strumiłowa, Kęty, Kolbuszowa, Komarno, Kozowa, Kosów, Krakowiec, Kulików, Kuty, Leżajsk, Lisko, Limanowa, Lubaczów, Łańcut, Łopatyn, Maków, Mielec, Mikulińce, Mikołajów (powiat Żydaczów), Mościska, Monasterzyska, Mosty Wielkie, Muszyna, Myślenice, Nadwórna, Niepołomice, Niemirów, Nisko, Niżankowice, Nowy Targ, Olesko, Oświęcim, Peczeniżyn, Pilzno, Piwniczna, Pomorzany, Podwołoczyska, Podhajce, Przeworsk, Przemyślany, Radymno, Radziechów, Rawa Ruska, Radomyśl (powiat Mielec), Rohatyn, Ropczyce, Rożniatów, Rozdół, Rozwadów, Rudki, Rudnik (powiat Nisko), Rymanów, Sasów, Sądowa Wisznia, Sędziszów, Sieniawa, Skałat, Skawina, Skole, Sokołów (powiat Kolbuszowa), Strzyżów, Stary Sącz, Stara Sól, Stare Miasto, Sucha, Szczakowa, Szczerzec, Tarnobrzeg, Tłumacz, Tuchów, Turka, Tyśmienica, Tyczyn, Uhnów, Ustrzyki Dolne, Wilamowice, Wiśnicz Nowy, Wojnicz, Załośce, Zabłotów, Zator, Zaleszczyki, Zbaraż, Zborów, Żurawno, Żydaczów i Żywiec;
  - po 1896 roku do grupy tej dołączyło w kolejnych latach jeszcze 18 miast: Zakopane (w 1900[6]), Jaworzno (w 1901[7]), Ulanów (w 1905[8]), Borysław (w 1906[9]), Tustanowice (w 1906[9]), Żabno (w 1908[10]), Kopyczyńce (w 1908[11]), Głogów (w 1909[12]), Uście Solne (w 1910[13]), Skała (w 1910[14]), Krynica Zdrój (w 1911[15]), Knihinin Wieś (w 1914[16]), Winniki (w 1924[17]), Krzeszowice (w 1925[18]), Czarny Dunajec (w 1925[19]), Lanckorona (w 1926[20]), Ottynia (w 1928[21]) i Trzebinia (w 1931[22]);
  - miasta należące do tej największej kategorii posiadały najczęściej przywileje a) miasteczek, rzadziej b) miast a czasem wyjątkowo (7 miejscowości) niektóre były c) wsiami.

Jesienią 1809 r. część obszaru objętego klasyfikacją (cyrkuł zamojski z Galicji Wschodniej) włączono do Księstwa Warszawskiego. Na obszarze tym istniało:
- 10 miast: Grabowiec, Horodło, Hrubieszów, Janów, Józefów, Krzeszów, Szczebrzeszyn, Tarnogród, Tomaszów, Tyszowce i Zamość;
- 7 miasteczek: Jarczów, Komarów, Krasnobród, Kryłów, Łaszczów, Skierbieszów i Uchanie.

Ponieważ na terenie Księstwa pojęcie miasteczka nie istniało, przyłączone miasteczka zostały zamienione w miasta. Pozostałe miasteczka Galicji opisane są w sekcji o obszarach galicyjskich w granicach II Rzeczypospolitej:
Na uwagę zasługuje fakt, że liczba miast i miasteczek na terytorium Galicji bardzo często się zmieniała i wiele miejscowości raz zaliczano do miast, raz do miasteczek, a czasem nawet do wsi lub tzw. wsi targowych. Liczba miejscowości o charakterze miejskim zależała też oczywiście od zmian terytorialnych omawianego obszaru:
|                      | 1776  | 1780  | 1807  | 1827  | 1837  | 1846  | 1850/51 | 1857  | 1869 | 1880  |
| -------------------- | ----- | ----- | ----- | ----- | ----- | ----- | ------- | ----- | ---- | ----- |
| Miast                | 254   | 261   | 90    | 92    | 93    | 93    | 95      | 85    | 83   | 90    |
| Miasteczek           | 57    | 67    | 189   | 190   | 189   | 189   | 193     | 234   | 230  | 207   |
| Razem osad miejskich | 311   | 328   | 279   | 282   | 282   | 282   | 288     | 319   | 313  | 297   |
| Wsi                  | 6.395 | 6.429 | 6.022 | 6.051 | 5.778 | 5.778 | 5.986   | 6.271 | –    | 5.933 |

### Kresy Wschodniezobwodem białostockim

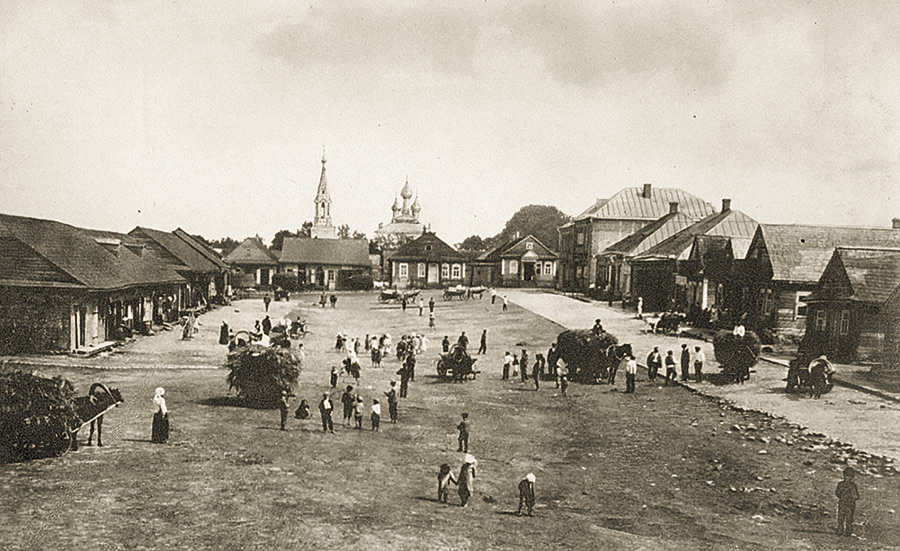
Rynek w Lubczu w pocz. XX w.

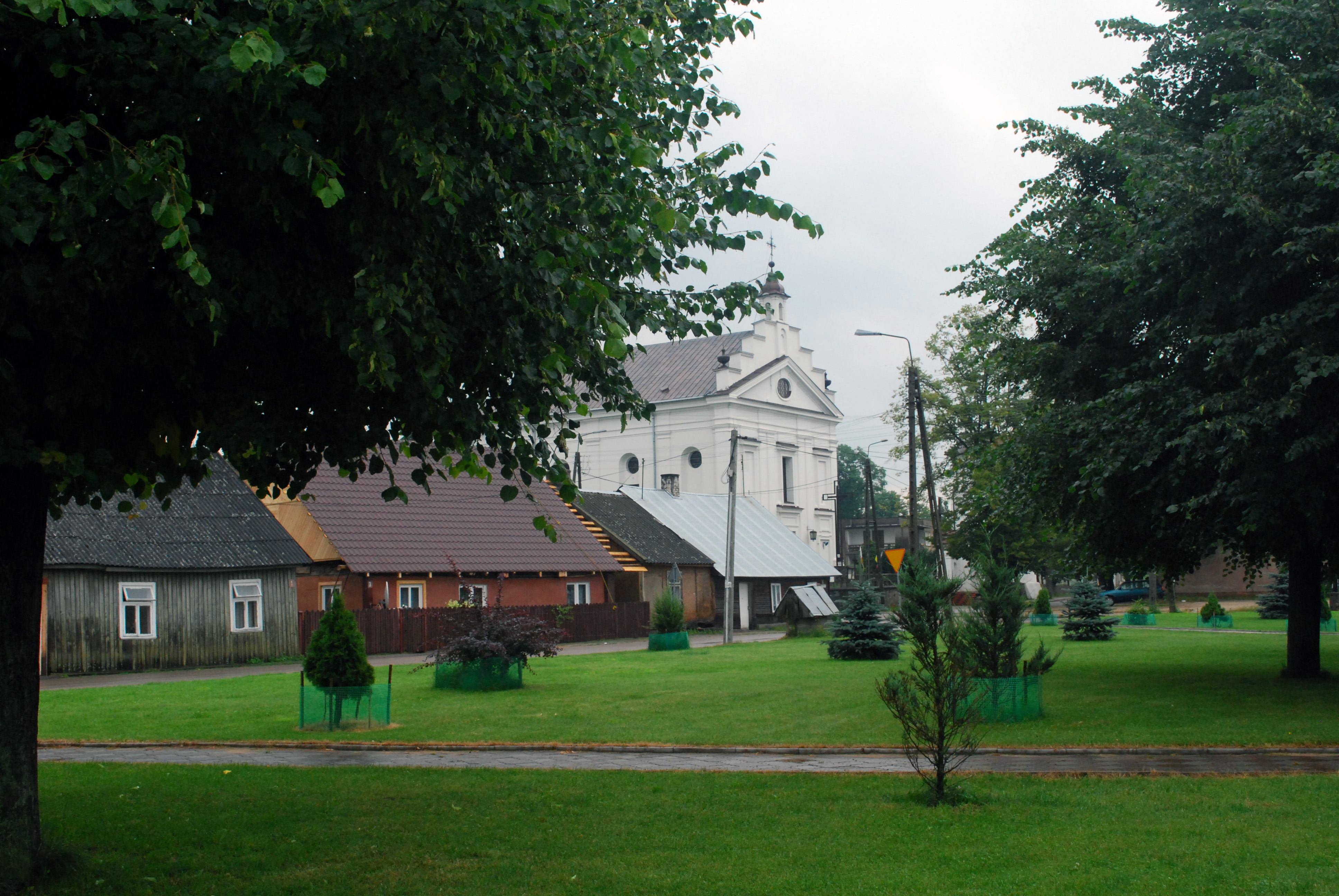
Skwer (dawny rynek) w Sidrze

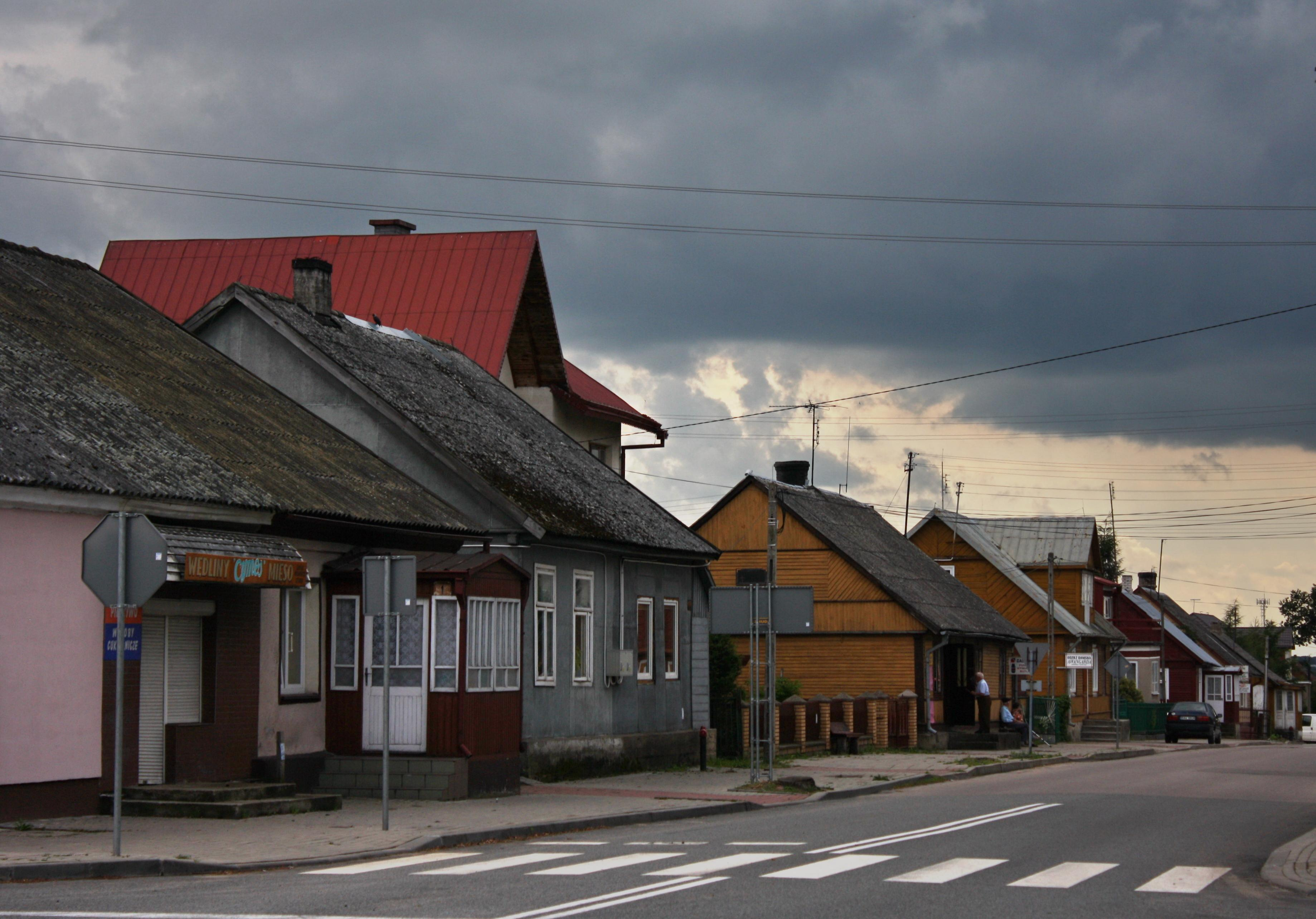
Fragment rynku w Suchowoli

Pojęcie miasteczko występowało także pod zaborem rosyjskim na terenach tzw. Kresów Wschodnich. Tak jak w Galicji, miasteczka mogły – najczęściej – w sensie administracyjnym stanowić element struktur wiejskich (początkowo stanowiąc jednostkowe gminy wiejskie, a od lat 1860. wchodząc w skład zbiorowych gmin wiejskich), mogły też – rzadziej – być gminami miejskimi. Miasteczkami stawały się też często miasta pozbawione praw miejskich.

#### Miasteczko vs. osada miejska: Porównanie z Królestwem Polskim
Miasteczka nie występowały natomiast w ogóle na obszarze byłego Królestwa Kongresowego, a te, które sklasyfikowano jako miasteczka na terytorium tzw. cyrkułu zamojskiego z Galicji Wschodniej przyłączonego jesienią 1809 do Księstwa Warszawskiego, zostały przemienione w miasta (na obszarze Nowej Galicji, również przyłączonej do Księstwa w 1809, nie było miasteczek, ponieważ obszar ten został zagarnięty przez Austrię dopiero wskutek III rozbioru Polski w 1795, a więc po klasyfikacji miejscowości o charakterze miejskim na miasta i miasteczka w 1784, podczas gdy obszar cyrkułu zamojskiego został zagarnięty wskutek I rozbioru, w 1772). Na terytorium Kongresówki istniały natomiast tzw. osady miejskie. Była to kategoria osiedli o charakterze miejskim, do której zaliczano miasta pozbawione praw miejskich (przed 1869 – oddolnie, z inicjatywy mieszkańców lub dziedziców, od 1869 – odgórnie, przez zaborcze władze rosyjskie), tzn. te „które chociaż nazywały się miastami, jednakże z powodu nieznacznej liczby mieszkańców, małego rozwoju przemysłu i niedostateczności dochodów, w rzeczywistości nie miały znaczenia miast”. W praktyce najwięcej osad stanowiły miejscowości, którym odebrano prawa miejskie w ramach reformy administracyjnej z 1869-70 (336 z 452 istniejących wówczas miast), w zamian obdarzając je czysto honorowym mianem osady, pozwalającym lokalnej społeczności na wyróżnianie się spośród wsi, lecz nie dającym żadnych dodatkowych praw. W przeciwieństwie do miasteczek, które miały swój własny ustrój miasteczkowy, osady miejskie były poddane mocy obowiązującej ukazu z dnia 19 lutego 1864 o urządzeniu gmin wiejskich. Tak więc mimo że zarówno miasteczka, jak i osady miejskie w praktyce stanowiły kategorię osiedli pośrednią między miastem a wsią, według prawa, osady były formalnie wsiami, natomiast miasteczka posiadały odrębny status.

#### Obwód białostocki

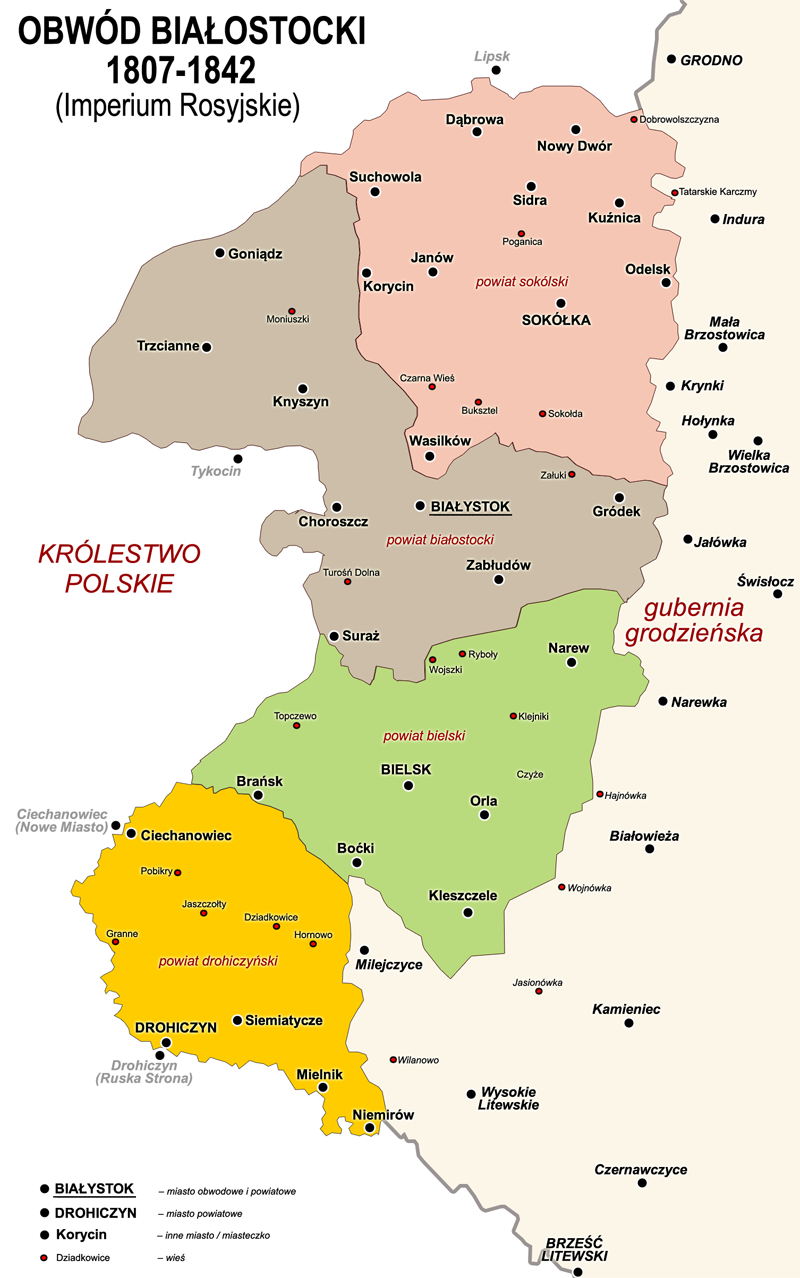
Miasta i miasteczka obwodu białostockiego

Nieco odrębną strukturę miejską miał obszar guberni grodzieńskiej, który w 1807 roku – jako obwód białostocki – został bezpośrednio wcielony do państwa rosyjskiego w 1842 roku. Do 1875 roku struktura obszaru była podobna do tej w Królestwie Kongresowym. Po wejściu w życie Statutu Miejskiego z 1870 roku (wydanego w 1875) zaistniały dwa rodzaje miejscowości o charakterze miejskim – miasta i miasteczka, zasadniczo różniące się od siebie pod względem ustroju prawnego. Samorządność miejską ograniczył jeszcze bardziej nowy Statut Miejski z 1892 roku, który do miast zakwalifikował na omawianym obszarze tylko cztery miejscowości (Białystok, Bielsk, Goniądz i Sokółkę). W wyniku obu statutów miejskich z roli miast do rzędu miasteczek wchodzących w skład gmin (na terenie należącym obecnie do Polski) spadły (symbolem ʘ oznaczono miasteczka, którym status miasta reaktywowano w 1919 roku):
- Statut z 1870 (1875) – Boćki (ʘ), Choroszcz (ʘ), Gródek, Jałówka, Jasionówka, Krynki (ʘ, w 1920), Michałowo, Milejczyce, Narewka, Niemirów, Orla (ʘ, chwilowo), Supraśl (ʘ) i Zabłudów (ʘ); (Trzcianne już przed 1800 a Sidra przed 1857[31])
- Statut z 1892 – Brańsk, Ciechanowiec (ʘ), Dąbrowa (ʘ), Drohiczyn (ʘ), Janów, Kleszczele (ʘ), Knyszyn (ʘ), Korycin, Kuźnica, Mielnik (ʘ), Narew (ʘ), Nowy Dwór ʘ, Siemiatycze (ʘ), Suchowola (ʘ), Suraż (ʘ) i Wasilków (ʘ)

Miasteczka, mimo że wchodziły administracyjnie w skład gmin zbiorowych, posiadały jednak pewną odrębność, np. posiadanie organ samorządowych w postaci starosty mieszczańskiego. Na ogół miasteczka zaliczano do miejscowości o charakterze miejskim, oprócz tych najmniejszych, które traktowano jako jednostki wiejskie.

### II Rzeczpospolita: Następstwa systemów zaborczych
Systemy klasyfikacji miejscowości pod zaborami zostały przejęte przez Polskę po odzyskaniu przez nią suwerenności państwowej w 1918 roku. W rezultacie w latach międzywojennych istniały aż trzy rodzaje jednostek osadniczych o charakterze topograficznie miejskim: miasto, miasteczko i osada miejska (na terenie woj. białostockiego występowały wyjątkowo wszystkie trzy formy), a w poczet miast (gmin miejskich) zaliczano różne grupy miejscowości, zależnie od obszaru dawnego zaboru, w którym się znajdowały.

#### Królestwo Kongresowe
Na obszarach dawnej Kongresówki (tzw. województwa centralne, czyli kieleckie, lubelskie, łódzkie i warszawskie oraz zachodnia część białostockiego) nie było miasteczek. Charakter prawny miejscowości tu położonych został uregulowany dekretem Naczelnika Państwa z 4 lutego 1919 o samorządzie miejskim, za miasta prawne uznający 150 miejscowości (w tym 12 w woj. białostockim). Dekret ten nie objął początkowo trzech powiatów byłej guberni suwalskiej, które weszły w skład RP (augustowskiego, sejneńskiego i suwalskiego) oraz czterech powiatów z byłej guberni siedleckiej (bialskiego, konstantynowskiego, radzyńskiego i włodawskiego), podlegających do końca 1918 roku pod Ober-Ost; nie objął też trzech powiatów byłej guberni grodzieńskiej (białostockiego, bielskiego i sokólskiego), które w 1919 roku przyłączono do województwa białostockiego. Działanie dekretu o samorządzie miejskim na miejscowości w wymienionych powiatach rozciągnięto trzema osobnymi rozporządzeniami: z 25 września 1919, 13 października 1919 i 22 października 1919 (brak rozporządzenia dotyczącego b. guberni suwalskiej); łącznie za miasta uznano 31 miejscowości. Podczas przeprowadzania spisu ludności w 1921 roku istniało na terenie województw centralnych kilkanaście miejscowości o nieuregulowanym charakterze prawnym. Były to miejscowości, którym samorząd miejski został nadany przez okupanta, a które nie zostały wymienione w dekrecie z 4 lutego 1919. Dla wszystkich (oprócz czterech) sprawa charakteru prawno-administracyjnego została zadecydowana, albo przez skasowanie ustroju miejskiego, albo przez zaliczenie do miast na mocy indywidualnych rozporządzeń wydanych na podstawie ustawy z 20 lutego 1920 roku.

#### Zabór pruski i ziemie niemieckie oraz Śląsk Austriacki

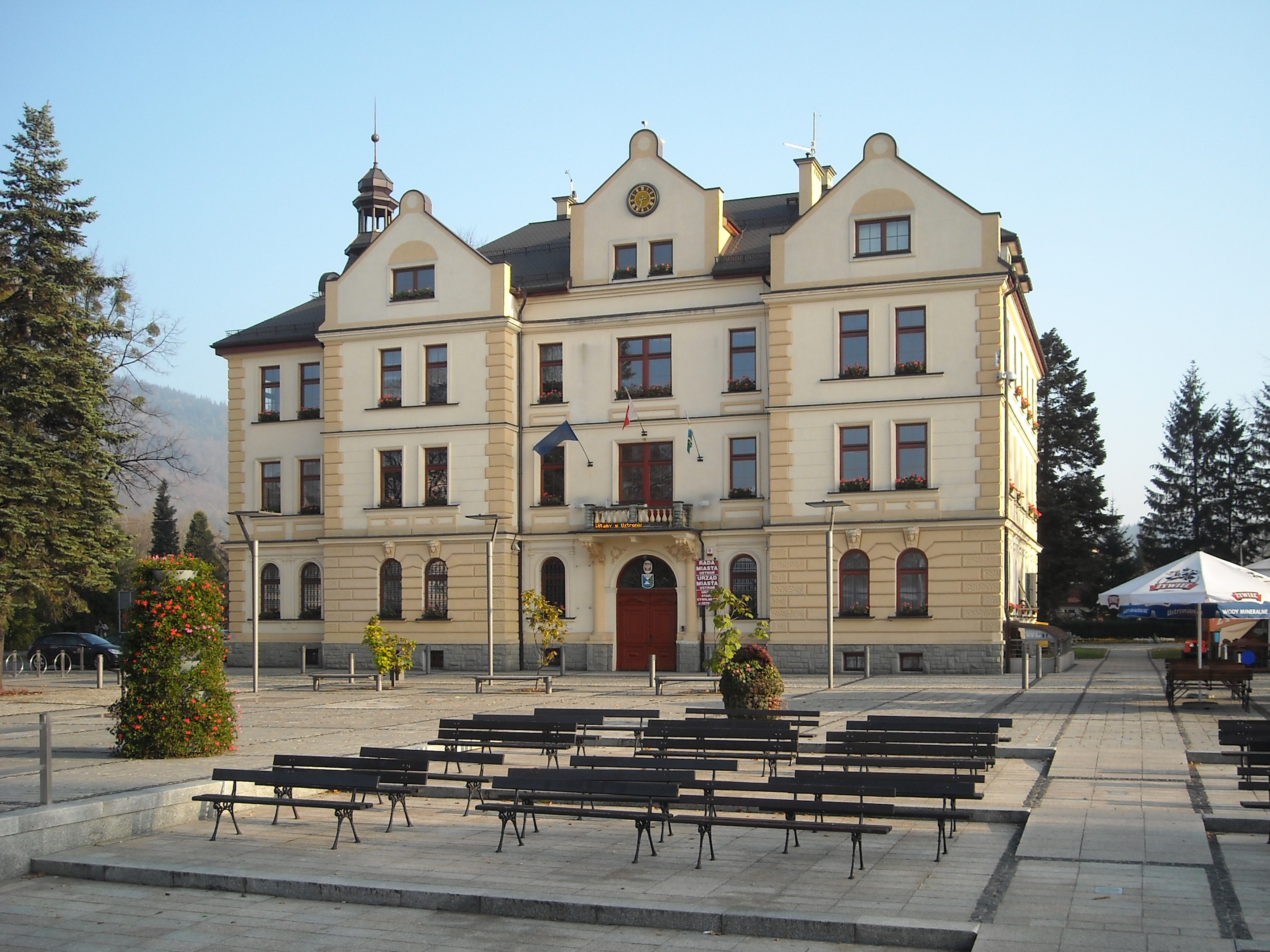
Ratusz w Ustroniu

Na obszarach dawnego zaboru pruskiego (województwa pomorskie i poznańskie) oraz tzw. ziem niemieckich (główna część województwa śląskiego) miasteczka nie istniały; nawet najmniejsze z miejscowości o charakterze małomiasteczkowym (np. Kopanica z 640 mieszkańcami) zaliczano do miast i – przez to – do gmin miejskich. Wszystkie inne miejscowości nieposiadające praw miejskich – w tym miasta zdegradowane – stanowiły jednostkowe gminy wiejskie bądź tzw. obszary dworskie. Ostatecznie, w związku z wchodzącą w życie w 1933 roku ustawą o częściowej zmianie ustroju samorządu terytorialnego w Galicji (patrz dalej), na omawianych terenach zniesiono w 1934 roku 19 najmniejszych miast, mających de facto charakter miasteczek.
- Bnin, Budzyń, Dobrzycę, Gąsawę, Gębice, Jaraczewo, Kopanicę, Mieścisko, Nowe Miasto, Obrzycko, Piaski, Powidz, Rogowo, Rostarzewo, Rychtal (z ziem niemieckich, nie zaborczych), Ryczywół, Rynarzewo, Święciechowę i Zaniemyśl

Początkowo, zupełnie inny charakter miał obszar tzw. Śląska Austriackiego (powiaty bielski i cieszyński), który, należąc uprzednio do Austrii, podzielony był administracyjnie w sposób analogiczny do Galicji (patrz niżej). Jednak, po przyłączeniu tych powiatów w 1920 roku do woj. śląskiego, przyjęły one obowiązujący tam wzór niemiecki (m.in. nieobecność miasteczek), przez co jedyne miasteczko na tym obszarze (Ustroń) stało się jednostkową gminą wiejską.

#### Kresy Wschodnie

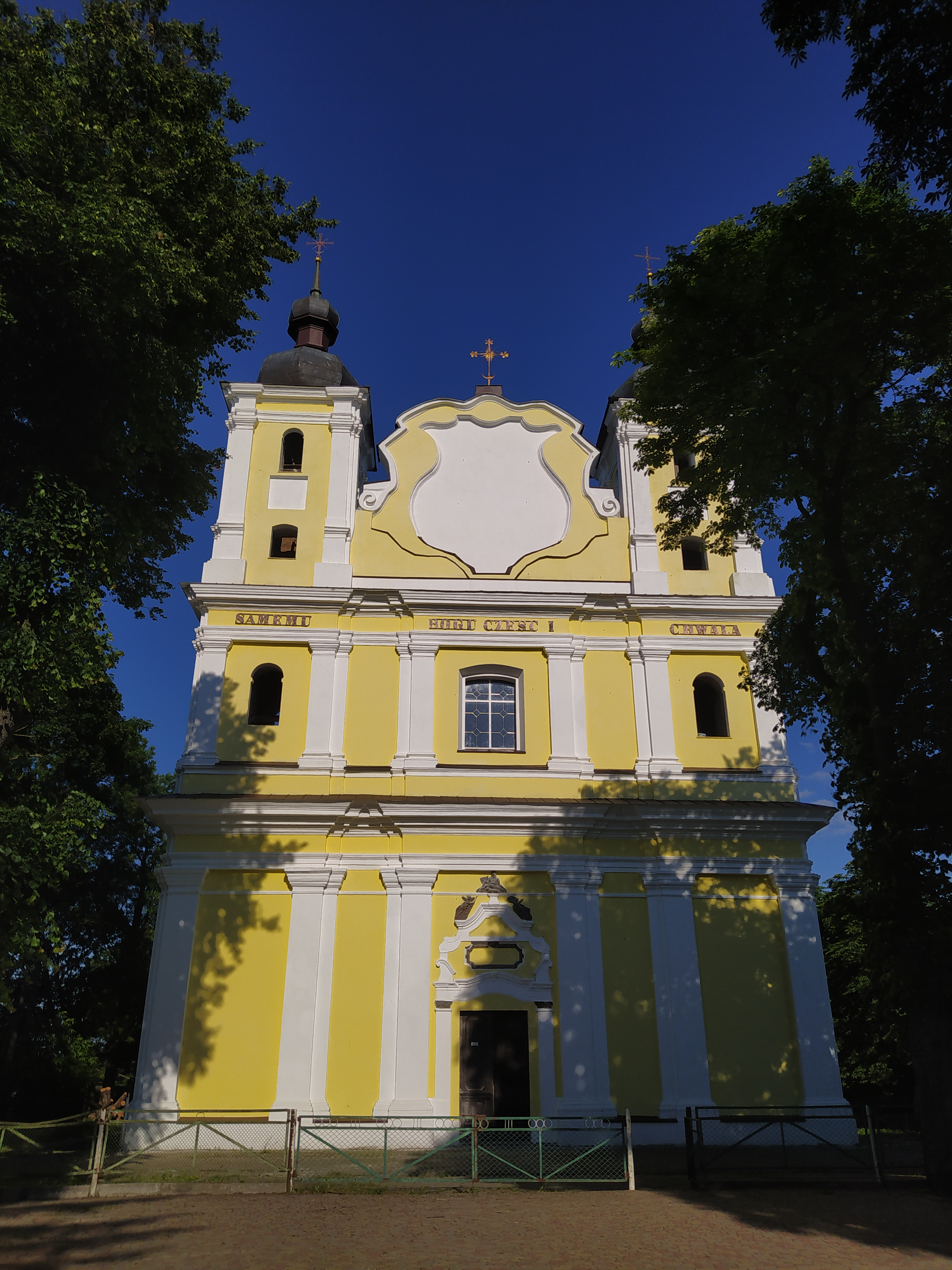
Kościół katolicki w Dąbrowicy

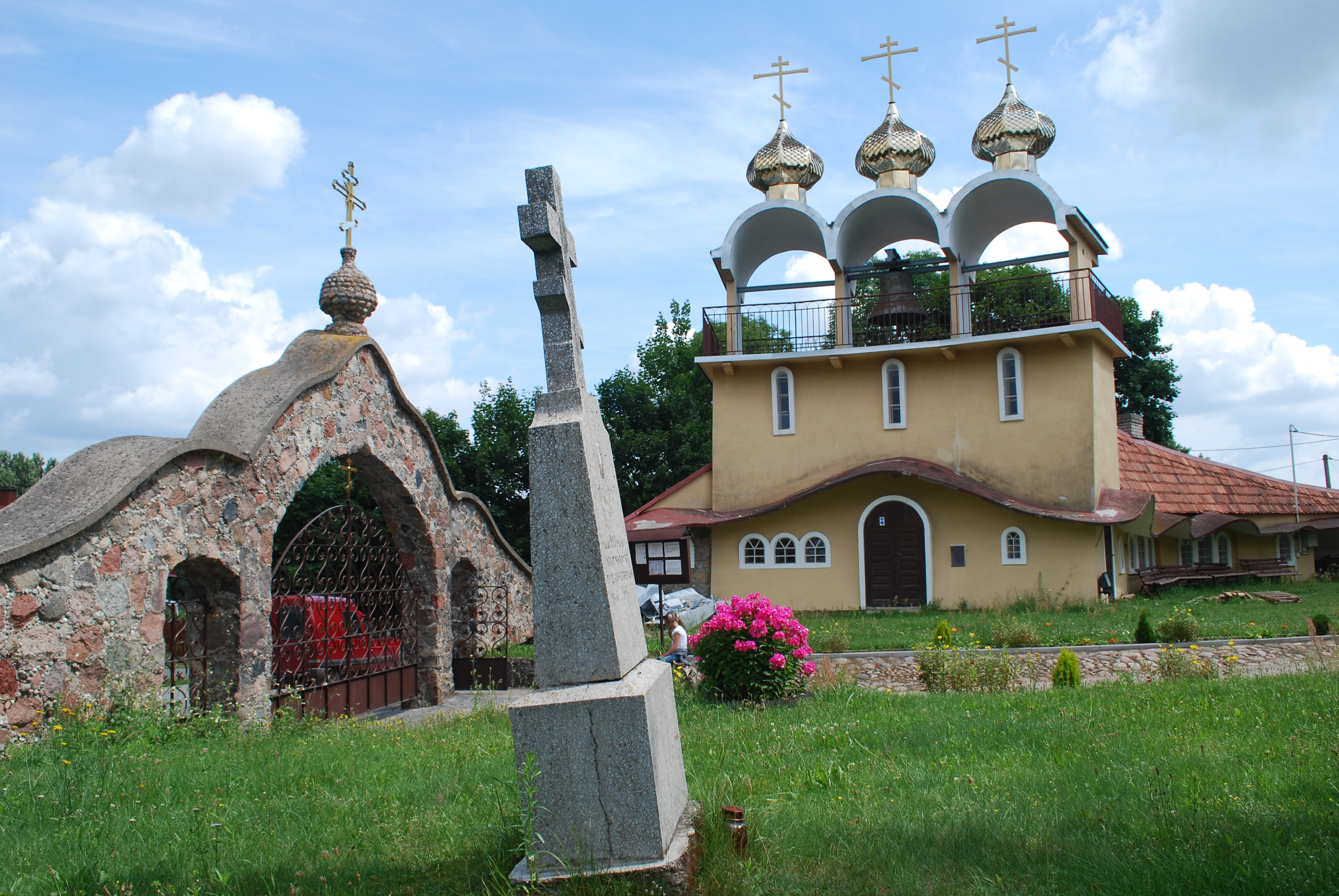
Centrum Jałówki

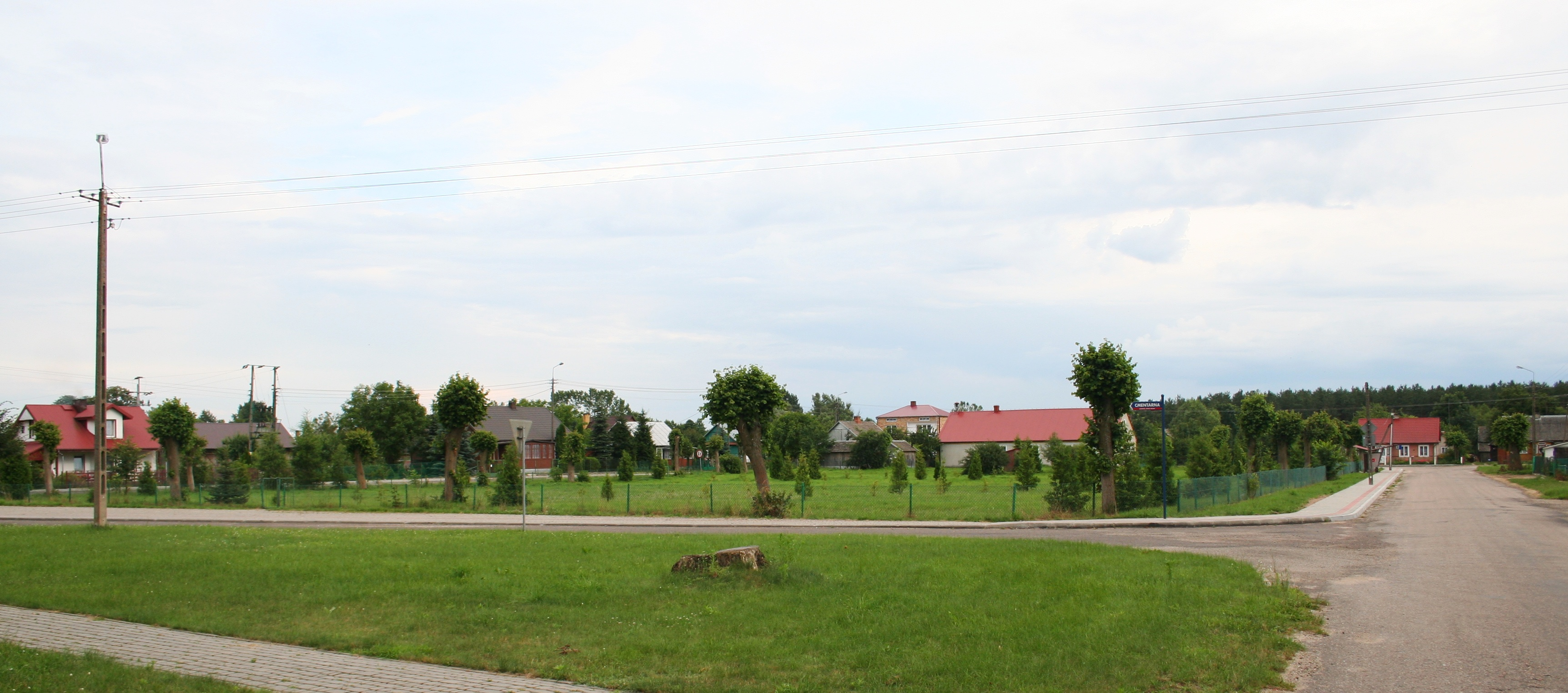
Dawny rynek w Niemirowie

Inne zasady określania miejscowości o charakterze miejskim dotyczyły województw utworzonych z zachodnich części tzw. Kresów Wschodnich (nowogródzkiego, poleskiego, wileńskiego i wołyńskiego oraz 3 zachodnich powiatów byłej guberni grodzieńskiej, białowieskiego, grodzieńskiego i wołkowyskiego, przyłączonych do woj. białostockiego w 1921 roku na mocy traktatu ryskiego). Na obszarach tych pozornie utrzymany podział na miasta i miasteczka oparł się na zupełnie innych podstawach niż te, które obowiązywały pod prawem zaborczym, przez co miastami prawnymi mogły zostać dotychczasowe miasteczka, a miasteczkami prawnymi dawne miasta:
Sprawę charakteru prawnego miejscowości tych obszarach regulowały odrębne rozporządzenia Zarządu Cywilnego Ziem Wschodnich:
- Rozporządzeniem z 27 czerwca 1919 tymczasową ustawę miejską rozciągnięto na 17 głównych miejscowości na zajętym przez wojska polskie terytorium: Brześć Litewski, Druskieniki, Kobryń, Kowel, Lidę, Łuck, Nowo-Wilejkę, Nowogródek, Oszmianę, Pińsk, Prużanę, Słonim, Święciany, Troki, Wilno, Włodzimierz i Wołkowysk[52], w tym dwie nieliczące 2000 mieszkańców (Troki – 1886 i Druskieniki – 989). Tymczasową ustawę miejską zastąpiono nową, definitywną, ustawą miejską z 14 sierpnia 1919; objęła one te same 17 miast, ponadto Grodno i Łuniniec (razem 19 miast);
- Rozporządzeniami z 29 sierpnia 1919[53] i 12 września 1919[54] tymczasową ustawę miejską rozciągnięto na 10 miejscowości okręgu mińskiego, z których tylko trzy (Baranowicze, Dokszyce i Nieśwież) pozostały w Polsce, a pozostałe siedem (Bobrujsk, Borysów, Hłusk, Ihumeń, Mińsk, Słuck i Uzda) odpadły w 1920 do ZSRR;
- Rozporządzeniem z 7 stycznia 1920[55] definitywną ustawą miejską objęto „tymczasowo miejskie” Baranowicze, Ihumeń i Mińsk, ponadto – po raz pierwszy – Krynki, Raków i Nowe Święciany, a także, odłączone nieco później do ZSRR, Kojdanów i Kopyl;
- Indywidualnymi rozporządzeniami definitywną ustawę miejską rozciągnięto też na: Kleck i „tymczasowo miejską” Nieśwież (22 stycznia 1920[56]), Stolin (28 kwietnia 1920[57]), Wilejkę (29 kwietnia 1920[58]), Różanę (30 kwietnia 1920[59]), Zdzięcioł (26 maja 1920[60]), Kamieniec Podolski (22 czerwca 1920[61]; odpadł do ZSRR) i Kostopol (12 września 1922[62]; dotychczas jako miasteczko w gminie Kostopol)
- Indywidualnym rozporządzeniem tymczasową ustawę miejską rozciągnięto także na Łohiszyn (10 marca 1920[63]), ostatecznie zniesioną w związku z korektami w 1934 roku[64];
- Ponadto Spis ludności na terenach administrowanych przez Zarząd Cywilny Ziem Wschodnich (1919) zalicza do miast według stanu faktycznego także Mozyrz w powiecie mozyrskim (6796 mieszk.), Stokliszki w powiecie trockim (1637 mieszk.) i Soleczniki w powiecie wilejskim (4516 mieszk.)[65]. Wszystkie odłączono od ZCZW w 1920 roku (Mozyrz do Rosyjskiej FSRR, Stokliszki do Litwy Kowieńskiej a Soleczniki do Litwy Środkowej, po czym te ostatnie powróciły do Polski w 1922 i odtąd nie były już zaliczane do miast).

Status prawny pozostałych miejscowości o charakterze miejskim unormowało rozporządzenie Komisarza Generalnego Ziem Wschodnich z 16 sierpnia 1919:
- Za miasta uznano wszelkie miejscowości, które za czasów rosyjskich posiadały ustrój miejski, o ile liczą więcej niż 4000 mieszkańców. Miasta tworzą oddzielne gminy miejskie i rządzą się ustawą o samorządzie miejskim
  - w myśl prawa tego za miasta sensu stricto uznano 14 miejscowości (w nawiasach liczba mieszkańców)[32]: Beresteczko (5633), Dawidgródek (9851) Dubno (9146), Dzisnę (4413), Głębokie (4514), Horochów (4421), Korzec (4946), Krzemieniec (16.068) Ołyka (4333), Ostróg (12 975), Radziwiłłów (4240), Równe (30.482), Sarny (5931) i Zdołbunów (7279)
  - na terenach administrowanych przez ZCZW, do grupy tej kwalifikowały także Petryków (5453) i Turów (4756), które w 1920 przypadły Związkowi Radzieckiemu; nie wiadomo czy ustrój miejski został zaimplementowany[65]
- Za miasteczka uznano wszelkie miejscowości o charakterze miasteczkowym z liczbą mieszkańców od 2000 do 4000 mieszkańców. Miasteczka tworzą oddzielne gminy miejskie i otrzymują miasteczkową ustawę samorządową
  - w myśl prawa tego za miasteczka sensu stricto uznano 17 miejscowości (w nawiasach liczba mieszkańców)[32]: Berezę Kartuską (3526), Bereźne (2494), Dąbrowicę (2694), Horodno (2597; status odebrany w 1927), Indurę (2323), Kamieniec Litewski (2348), Kossów (2433), Luboml (3328), Radoszkowicze (2459), Ratno (2410), Rożyszcze, (3263), Skidel (2907), Stołpce (2956; status zniesiony i reaktywowany w 1926), Szereszów (3310; status odebrany w 1934), Świsłocz (2935), Uściług (3728) i Wysokie Litewskie (2100)
  - na terenach administrowanych przez ZCZW, do grupy tej kwalifikowały także Berezyna (2589), Kopatkiewicze (2007), Lubań (2211), Łohojsk (1972), Osipowicze (3685), Puchowicze (2434), Siemieżewo (2439), Skryhałów (2059), Smiłowicze (3009), Smolewicze (3846) i Starobin (2455), które w 1920 odpadły do Rosji, oraz Niemież (2941), która w 1920 odpadła do Litwy Kowieńskiej; nie wiadomo czy ustrój miejski został zaimplementowany[65]
- Wszelkie inne miejscowości, to jest miejscowości poniżej 2000 mieszkańców (łącznie z dawnymi statutowymi miastami i miasteczkami), o ile nie rozciągnięto na nie specjalnych rozporządzeń (patrz wyżej) zostają włączone do gmin wiejskich: W myśl prawa tego dotychczasowy status miasteczek utraciły:
  - w woj. białostockim (27 miasteczek)[67]:
Brzostowica Wielka, Gródek, Izabelin, Jałówka, Janów, Jeziory, Kamionka, Korycin, Kuźnica, Łopienica Mała, Łunna, Łysków, Michałowo, Milejczyce, Mosty, Mścibów, Narewka Mała, Niemirów, Nowy Dwór, Orla (krótkotrwały status miasta zniesiony 27 października 1919), Piaski, Porozów, Porzecze, Roś, Sidra, Trzcianne i Wołpa
  - w woj. nowogródzkim (66 miasteczek)[68]:
Bielica, Bieniakonie, Byteń, Cyryn, Delatycze, Dereczyn, Derewna, Dokudowo, Dworzec, Dziembrów, Gieranony, Hermaniszki, Hołynka, Horodyszcze, Horodziej, Howiezna, Iszkołdź, Jeremicze, Jeziernica, Juraciszki, Kamień, Korelicze, Kozłowszczyzna, Kroszyn, Lipniszki, Lubcz, Mikołajów, Mołczadź, Nacza, Naliboki, Niedźwiedzica, Niehniewicze, Nowa Mysz, Nowojelnia, Nowy Dwór, Orla, Ostryna, Połoneczka, Połonka, Raduń, Różanka, Rubieżewicze, Siniawka, Snów, Sobakińce, Stołowicze, Subotniki, Surwiliszki, Swojatycze, Szczuczyn (siedziba powiatu), Świerżeń Nowy, Traby, Trokiele, Turzec, Wasiliszki, Wawiórka, Wiszniew, Wołma, Woronów, Wsielub, Zabłoć, Zabrzeź, Żołudek, Żyrmuny i Żyrowice
  - w woj. poleskim (25 miasteczek)[69]:
Błudeń, Chomsk, Domaczów, Drohiczyn (siedziba powiatu), Hancewicze, Horodec, Janów, Kamień Koszyrski (siedziba powiatu), Lenin, Linowo, Lubieszów, Malecz, Małoryta, Pohost Zahorodny, Pohost Zarzeczny, Rafałówka, Raśna, Sielec, Telechany, Tomaszgród, Wielka Hłusza, Wierzchowice, Włodawka, Wołczyn i Żabinka
  - w woj. wileńskim: (115 miasteczek)[70]:
Balingródek, Bezdany, Bienica, Bobrujszczyzna, Boruny, Brasław (siedziba powiatu), Budsław, Bujwidze, Bystrzyca Nadwilejska, Cejkinie, Dryhuczki, Dryświaty, Dukszty, Duniłowicze (siedziba powiatu), Dziewieniszki, Gierwiaty, Gródek (Mołodecki), Graużyszki, Hermanowicze, Hoduciszki, Holszany, Hruzdowo, Hołubicze, Ignalino, Ikaźń, Ilia, Jaszuny, Jazno, Jody, Kiemieliszki, Kluszczany, Kobylnik, Kołtyniany, Komaje, Konstantynów Świrski, Konwaliszki, Kościeniewicze Wilejskie, Kozaczyzna, Koziany, Kraśne nad Uszą, Krewo, Krzywicze, Kurzeniec, Landwarów, Lebiedziew, Leonpol, Ławaryszki, Łuczaj, Łużki, Łyngmiany, Łyntupy, Małe Soleczniki, Marków, Mejszagoła, Mielegiany, Michaliszki, Mickuny, Miory, Mołodeczno (miasto od 1929), Murowana Oszmianka, Narwiliszki, Niemenczyn, Nowe Daugieliszki, Nowe Krzywicze, Nowy Miadzioł, Nowy Pohost, Niestaniszki, Olkieniki, Olkowicze, Onżadowo, Opsa, Orzechowno, Ostrowiec Oszmiański, Parafianowo, Plissa, Podbrzezie, Połusze, Porudomino, Postawy (od 1926 siedziba powiatu), Prozoroki, Przebrodzie, Rudomino, Rudziszki, Rymszany, Rukojnie, Rzeczki, Słobódka (Zawierska), Smołwy, Soły, Spiahło, Stare Daugieliszki, Stary Miadzioł, Sużany, Szarkowszczyzna (Nowa), Szemetowszczyzna, Szumsk Wileński, Świła, Świr, Świranki, Taboryszki, Turgiele, Turmont, Twerecz, Wiazyń, Widze, Wielkie Soleczniki, Wiszniew Świrski, Wojstom, Wołkołata, Worniany, Zaśkiewicze, Ziabki, Żeladź, Żodziszki i Żuprany (ewentualnie też Daniuszewo, Orany i Zaświrz[71])
  - w woj. wołyńskim (47 miasteczek)[72]:
Aleksandria, Bereźne, Bereżce, Boremel, Demidówka, Deraźne, Drużkopol, Gródek, Horyńgród, Hoszcza, Hulewicze, Janówka, Jezierzany, Katrynburg, Kisielin, Kiwerce, Klewań, Korytnica, Kostopol (miasto od 1922), Kozin, Liszniówka, Ludwipol, Łanowce, Łobaczówka, Mielce, Mielnica, Międzyrzecz, Milanowicze, Milatyn, Mizocz, Młynów, Murawica, Niesuchojeże, Opalin, Ostrożec, Ozdziutycze, Rachmanów, Sokul, Świniuchy, Targowica, Trojanówka, Turzysk, Warkowicze, Werba, Wyżgródek, Wyżwa Nowa i Zofiówka
  - Uwaga: Dla ułatwienia, miasteczka zostały ugrupowane według województw utworzonych znaczenie później, w chwili wejścia w życie rozporządzenia obowiązywał zupełnie inny podział na okręgi (brzeski, miński, wileński i wołyński) pod zarządem ZCZW; dlatego też miasteczka, które ostatecznie nie weszły w skład II RP, nie zostały uwzględnione.

Niemniej jednak, przepisy te były tylko częściowo wykonywane. Stan faktyczny nie zgadzał się często ze stanem prawnym, co spotykało się ze znacznymi rozbieżnościami między realiami a oficjalnymi statystykami miast:
- W 30 miasteczkach (a także w 2 miastach – Motol i Wiśniowiec Nowy), które według ww. założenia ludnościowego predestynowano do statusu gmin miejskich (czyli miast w rozumieniu formalno-administracyjnym) ustrój miejski nie został wprowadzony:
  - w woj. białostockim (1 miasteczko): Zelwa
  - w woj. nowogródzkim (7): Dereczyn, Ejszyszki, Iwie, Iwieniec, Lachowicze (patrz niżej), Mir i Wołożyn (patrz niżej)
  - w woj. wileńskim (2): Dołhinów i Druja
  - w woj. poleskim:
    - (1 miasto) Motol,
    - (9 miasteczek) Antopol, Bereźnica, Dywin, Janów, Kożangródek, Łachwa, Serniki, Włodzimierzec i Wysock
    - Ponadto kryterium ludnościowe spełniały także Domaczewo (2073) i Płotnica (2580), które nie były zaliczane do miast, nawet według stanu prawnego[65]

  - w woj. wołyńskim:
    - (1 miasto) Wiśniowiec Nowy,
    - (11 miasteczek) Białozórka, Czartorysk, Kołki, Maciejów, Międzyrzec Korzecki, Poczajów Nowy, Poryck, Stepań, Szumsk, Torczyn i Tuczyn
- Uwaga: Dla ułatwienia, miasteczka zostały ugrupowane według województw utworzonych znacznie później, w chwili wejścia w życie rozporządzenia obowiązywał zupełnie inny podział na okręgi (brzeski, miński, wileński i wołyński) pod zarządem ZCZW

Ponadto w październiku 1924 ustrój miejski Zdzięcioła miał być zniesiony (tymczasowo, ponieważ później ponownie zaliczany był do miast). Brak też dokumentu prawnego o wprowadzeniu definitywnej ustawy miejskiej Dokszyc (rządzących się od 12 września 1919 tymczasową ustawą miejską).
Odwrotnie, ustrój miejski bezprawnie posiadały następujące miejscowości:
- maleńkie, liczące 154 mieszkańców Smorgonie w okręgu wileńskim (aż do upadku II RP);
- przez krótki czas licząca ok. 1500 mieszkańców Orla, której jednak ustrój miejski zniesiono 27 października 1919[36];
- Podbrodzie (1435 mieszkańców), które przestano zaliczać do miast po 1924[73], a od 1927 ponownie pojawiało się jako miasto[74];
- Rokitno (1491 mieszkańców), „miejscowość, w której ustrój miejski winien być zniesiony”, co do 1924 roku nastąpiło[75], i której formalnie przyznano status miasta dopiero 15 kwietnia 1927[76];
- Łokacze (1794 mieszkańców), którym ustrój miejski zniesiono przed 1925[77].

Ponieważ Główny Urząd Statystyczny opierał oficjalne wykazy miast nie na stanie faktycznym, lecz na obowiązujących przepisach prawno-administracyjnych, powyższe miejscowości były traktowane jako miasta aż do 1926 roku, a począwszy od 1927 roku, traktowane były już jako części składowe gmin wiejskich, tak więc wreszcie odzwierciedlając stan faktyczny. Z powyżej wymienionych miasteczek, których stan prawny nie był zgodny z faktycznym, jedynie Wołożynowi (w 1929) i Lachowiczom (w 1931), nadano później formalny ustrój miejski na mocy indywidualnych rozporządzeń. Dotyczyło to także Stołpiec (w 1926 roku) i Rokitna (w 1927 roku), którym ustrój miejski został po pewnym czasie zniesiony. W 1929 roku status miasta otrzymało też miasteczko Mołodeczno.
Odwrotnie, status miejski odebrano miasteczkom Horodno (w 1927) i Szereszów (w 1934), a w 1934 także miastom Boćki, Mielnik, Narew, Nowy Dwór i Odelsk.

#### Galicja
Określenie miasto na terenie Galicji (województwa krakowskie, lwowskie, stanisławowskie i tarnopolskie) nie było jednoznaczne. Mogło odnosić się wyłącznie do charakteru prawnego miejscowości (a więc typu jednostki administracyjnej), co nie znaczyło automatycznie, że „miasto administracyjne” faktycznie posiadało prawa miejskie. Mimo że większość miast prawnych prawa miejskie posiadała, wiele z nich miało zaledwie prawa miasteczka a niektóre miasta były wręcz wsiami. Wreszcie, niektóre miejscowości posiadały w nazwie wyraz Miasto – pisany wielką literą – mimo braku praw miejskich (np. Pruchnik Miasto, Waręż Miasto, Tartaków Miasto). Wyraz ten stanowił integralną część nazwy miejscowości (choć nie przesądzał bynajmniej jej charakteru topograficznego) w celu odróżnienia jej od innej, topograficznie wiejskiej, miejscowości o identycznej nazwie w tej samej okolicy (np. Pruchnik-Wieś, Waręż-Wieś, Tartaków-Wieś).

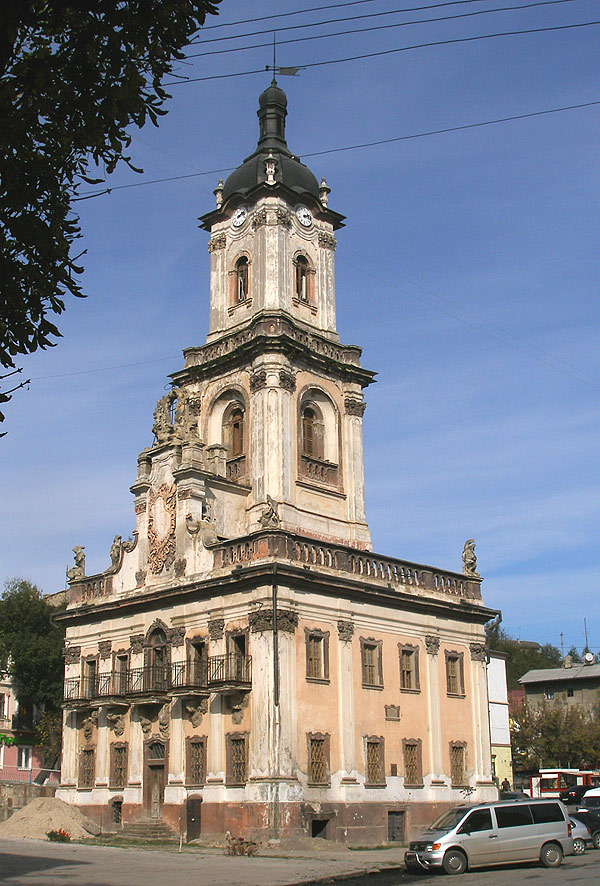
Ratusz w Buczaczu

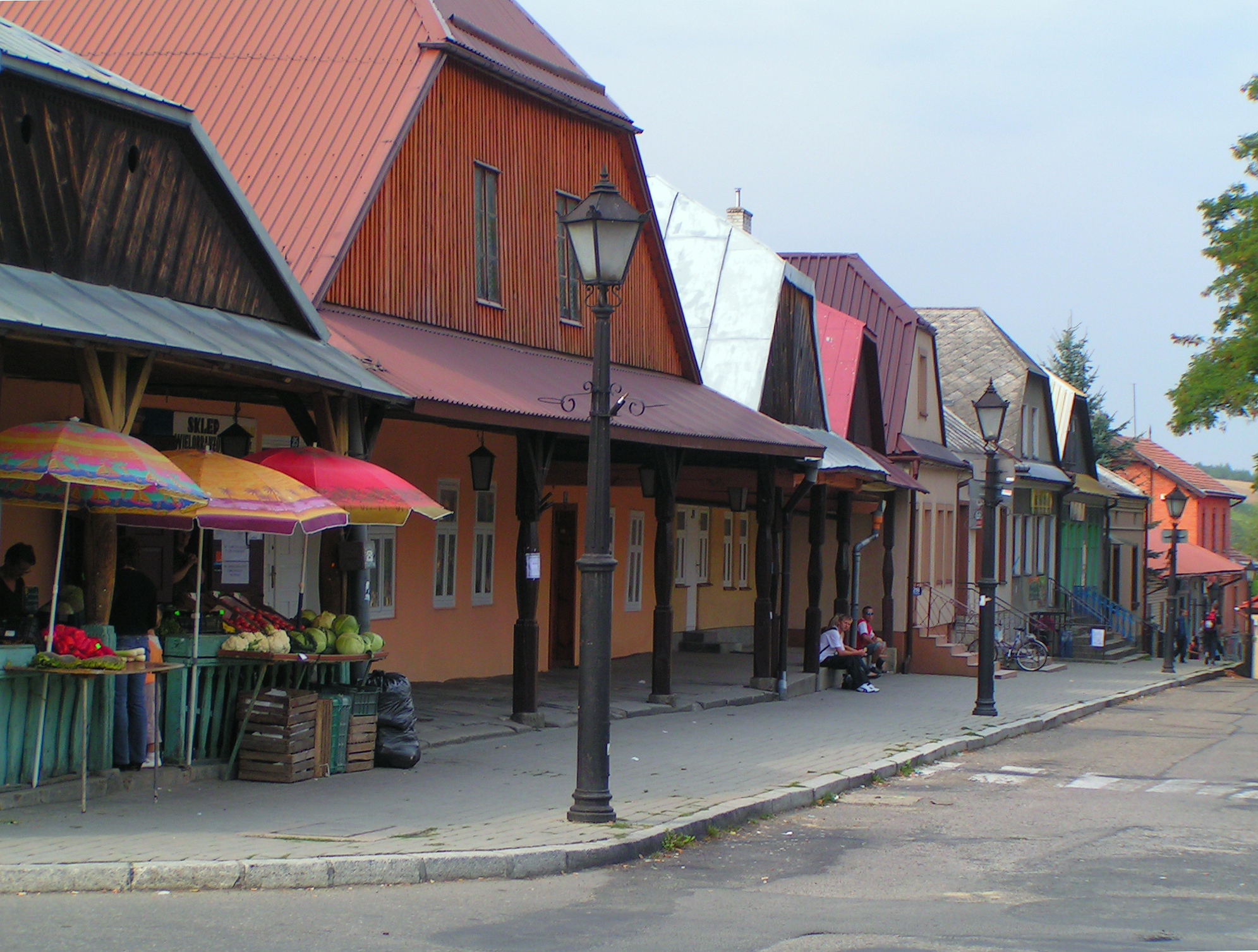
Zachodnia ściana rynku w Ciężkowicach

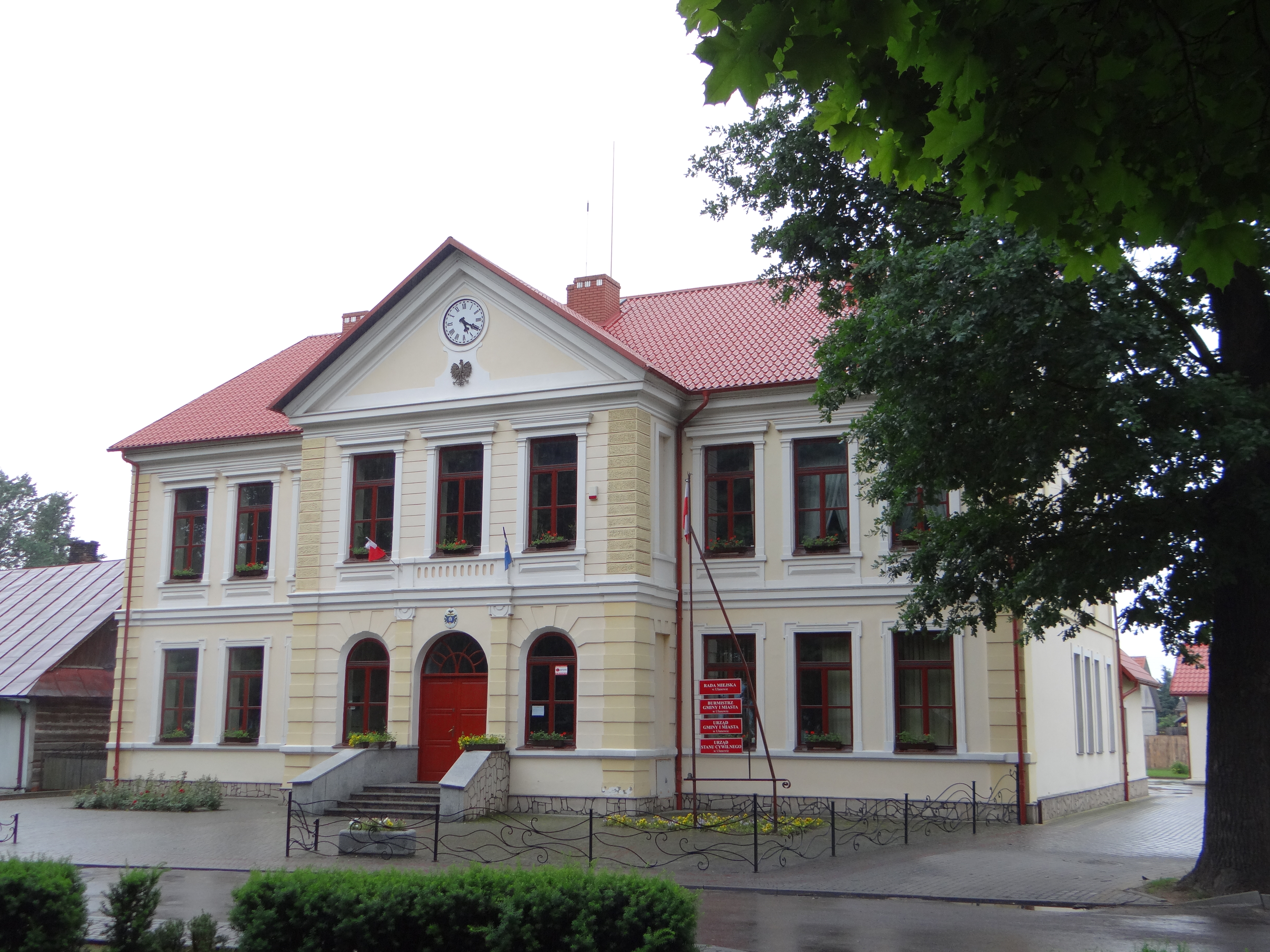
Urząd Miasta w Ulanowie

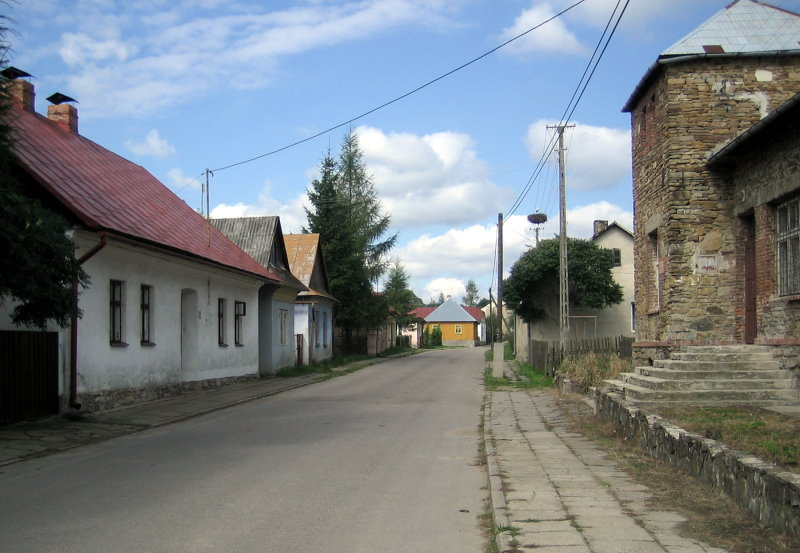
Ulica przyrynkowa w Rybotyczach

13 lipca 1933 roku weszła w życie ustawa o częściowej zmianie ustroju samorządu terytorialnego, stanowiąca znoszenie miast o liczbie mieszkańców niższej niż 3000 w drodze rozporządzeń Rady Ministrów, a większych miast w drodze ustawodawczej. Ustawa z 3 lipca 1896 przestała obowiązywać w ciągu roku od wejścia w życie ustawy (czyli do lipca 1934), przez co 40 miast i 66 miasteczek (w rozumieniu reformy z 1784) rządzących się ustawą z 1896 roku i liczących w chwili reformy powyżej 3000 mieszkańców zostało podniesionych automatycznie do rangi miast objętych ustawą z 1889 roku:
- 40 gmin miejskich na prawach miast, które zmieniły ustawę z 1896 na 1889, posiadając nieprzerwanie prawa miejskie: Bełz, Biecz, Bolechów, Bóbrka, Brzozów, Busk, Czortków, Dębica, Dobczyce, Dobromil, Dolina, Grybów, Halicz, Jordanów, Kamionka Strumiłowa, Kęty, Komarno, Kuty, Lesko, Lubaczów, Mikulińce, Mościska, Myślenice, Nowy Targ, Olesko, Oświęcim, Pilzno, Pomorzany, Przeworsk, Rohatyn, Ropczyce, Rymanów, Sądowa Wisznia, Skawina, Stary Sambor, Tyśmienica, Zaleszczyki, Zbaraż, Żydaczów i Żywiec
- 66 gmin miejskich na prawach miasteczek podniesione do rzędu miast: Andrychów, Barysz, Błażowa, Bohorodczany, Bołszowce, Borszczów, Brzesko, Buczacz, Budzanów, Bursztyn, Chodorów, Chrzanów, Chyrów, Dąbrowa, Delatyn, Gliniany, Grzymałów, Horodenka, Kałusz, Kolbuszowa, Kopyczyńce, Kosów Huculski, Kozowa, Kulików, Leżajsk, Łańcut, Łopatyn, Maków Podhalański, Mielec, Mikołajów, Monasterzyska, Mosty Wielkie, Nadwórna, Niemirów Lwowski, Niepołomice, Ottynia (gmina miejska od 1 kwietnia 1928[90]), Peczeniżyn, Piwniczna, Podhajce, Podwołoczyska, Przemyślany, Radziechów, Rawa Ruska, Rozdół, Rozwadów, Rożniatów, Rudki, Rudnik, Sasów, Skała, Skałat, Skole, Sokołów, Stary Sącz, Strzyżów, Sucha, Tarnobrzeg, Tłumacz, Trzebinia (gmina miejska od 27 kwietnia 1931[91]), Turka, Tyczyn, Uhnów, Ustrzyki Dolne, Zabłotów, Załoźce, Zborów i Żórawno[1][46][48][92][93][94][95][96][97][98][99]

Według założeń reformy, 31 gmin miejskich będących miastami/miasteczkami rządzącymi się ustawą z 1896 roku i liczących w 1933 roku mniej niż 3000 mieszkańców, a także 8 (9) gmin miejskich będących wsiami (niezależnie od liczby ludności) zostałyby według nowego prawa przekształcone w gminy wiejskie. Jednakże indywidualnymi rozporządzeniami za miasta uznano wszystkie wsie stanowiące gminy miejskie (Borysław, Nisko, Winniki Jaworzno, Krynica, Krzeszowice, Szczakowa i Zakopane), a także 2 najmniejsze gminy miejskie na prawach miast (zmiana ustawy z 1896 na 1889) i 20 najmniejszych gmin miejskich na prawach miasteczek:
- w woj. krakowskim[105]:
  - (1 miasto): Zator
  - (8 miasteczek): Kalwaria, Limanowa, Muszyna, Radomyśl Wielki, Sędziszów, Tuchów, Wilamowice i Żabno
- w woj. lwowskim (11 miasteczek): Baranów, Cieszanów, Dukla, Głogów, Janów, Jaryczów Nowy, Kańczuga, Krakowiec, Radymno, Szczerzec[106] i Sieniawa[107];
- w woj. tarnopolskim (1 miasto): Husiatyn[108]

Ponadto 3 gminy wiejskie na prawach miasteczek podniesiono zarówno do rzędu miast, jak i gmin miejskich: Chorostków, Mielnica i Tłuste.
Tym samym, 11 miasteczek (a także wieś Czarny Dunajec) stanowiących dotychczas odrębne gminy miejskie utraciło automatycznie status miast:
- w woj. krakowskim (6 miasteczek): Brzostek, Ciężkowice, Lanckorona, Uście Solne, Wiśnicz Nowy i Wojnicz,
- w woj. lwowskim (3 miasteczka): Niżankowice, Stara Sól i Ulanów,
- w woj. tarnopolskim (2 miasteczka): Jagielnica i Jazłowiec

Nie tylko miasteczka stanowiące gminy miejskie (w więc miasta formalne) zostały dotknięte reformą; także 114 miasteczek stanowiących dotychczas gminy wiejskie (wówczas były to tzw. gminy jednostkowe, a więc w praktyce utożsamione z jedną miejscowością) utraciło automatycznie formalny status miasteczek (w tym 8 tzw. gmin wiejskich o miejskich uprawnieniach finansowych, wyszczególnionych poniżej znakiem ʘ):
- w woj. krakowskim (21 miasteczek): Alwernia, Bobowa, Czchów, Dębowiec, Jodłowa, Kołaczyce, Krościenko, Lipnica Murowana, Milówka, Przecław (ʘ), Ryglice, Rzochów, Szczucin (ʘ), Trzebinia, Tylicz, Tymbark, Uście Ruskie, Wielopole, Zakliczyn, Zbyszyce i Żmigród Nowy (ʘ)
- w woj. lwowskim (37 miasteczek): Babice nad Sanem, Baligród, Brzozdowce, Czudec, Felsztyn, Fredropol, Frysztak, Hussaków, Jasienica, Jawornik Polski, Jedlicze, Korczyna, Krasiczyn, Krukienice, Krystynopol, Krzywcza, Kukizów, Laszki Murowane, Lipsko, Lubycza Królewska, Lutowiska, Magierów, Majdan, Narol (ʘ), Nawaria, Niebylec, Oleszyce (ʘ), Płazów, Potylicz, Pruchnik, Radomyśl nad Sanem, Strzeliska Nowe, Tartaków, Tyrawa Wołoska, Waręż, Wielkie Oczy (ʘ) i Żołynia
- w woj. stanisławowskim (21 miasteczek): Bukaczowce, Chocimierz, Czernelica, Firlejów, Gwoździec, Jabłonów, Jezupol, Kamionka Wielka, Knihynicze, Konkolniki, Kułaczkowce, Łysiec, Mariampol, Niżniów, Obertyn, Pistyń, Podgrodzie, Podkamień, Sokołów, Stratyn i Wojniłów
- w woj. tarnopolskim (35 miasteczek): Białobożnica, Biały Kamień, Bilcze Złote, Chołojów, Dobrotwór, Dunajów, Dźwinogród, Gołogóry, Gródek, Janów, Jezierna, Kozłów (ʘ), Krzywcze, Kudryńce, Leszniów, Markopol, Narajów, Podkamień, Potok Złoty (ʘ), Probużna, Sokołówka, Stanisławczyk, Stojanów, Strusów, Szczurowice, Świrz, Tarnoruda, Toporów, Touste, Ułaszkowce, Uście Biskupie, Uście Zielone, Uścieczko, Witków Nowy i Zarudzie

Ponadto w związku z omawianą reformą status miast (w sensie historycznym) automatycznie utraciło także 14 gmin wiejskich, które jednak posiadały prawa miejskie. Mimo nikłych rozmiarów i morfologicznych podobieństw nie były one miasteczkami, lecz miastami z punktu widzeniu historii, chociaż nie pełniły one już miejskich funkcji administracyjnych. Przez to utrata praw miejskich była dla nich zmianą głównie prestiżową, nie formalną. Były to:
- w woj. krakowskim (1 miasto): Osiek (Jasielski);
- w woj. lwowskim (11 miast): Bircza, Bukowsko, Dubiecko, Dynów, Jaćmierz, Jaśliska, Mrzygłód, Nowe Miasto, Nowotaniec, Rybotycze i Zarszyn;
- w woj. stanisławowskim (1 miasto): Sołotwina;
- w woj. tarnopolskim (1 miasto): Jezierzany (do tej grupy miast należała również Mielnica Podolska, której jednak formalnie nadano status gminy miejskiej z dniem 1 kwietnia 1934[110])

Na mocy ustawy o częściowej zmianie ustroju samorządu terytorialnego, uwzględniającej tylko miasta i gminy (z podlegającymi pod nie gromadami) jako podstawowe jednostki podziału administracyjnego kraju, pojęcie miasteczka utraciło swoją formalną odrębność. Jednak, w myśl art. 82 (5) ustawy, miejscowości te zachowały zarówno ewentualne dotychczasowe uprawnienia finansowe, jak i posiadane historyczne nazwy „miast” i „miasteczek”, a więc wyłącznie ze względów kulturowo-tożsamościowych. Kolejna reforma scaleniowa z 1934, likwidująca gminy jednostkowe na terenie b. Galicji (którymi m.in. były miasteczka), jeszcze bardziej zatarła historyczną odrębność miasteczek, odkąd wchodziły one teraz w skład zbiorowych gmin wiejskich.

##### Inne miasteczka galicyjskie

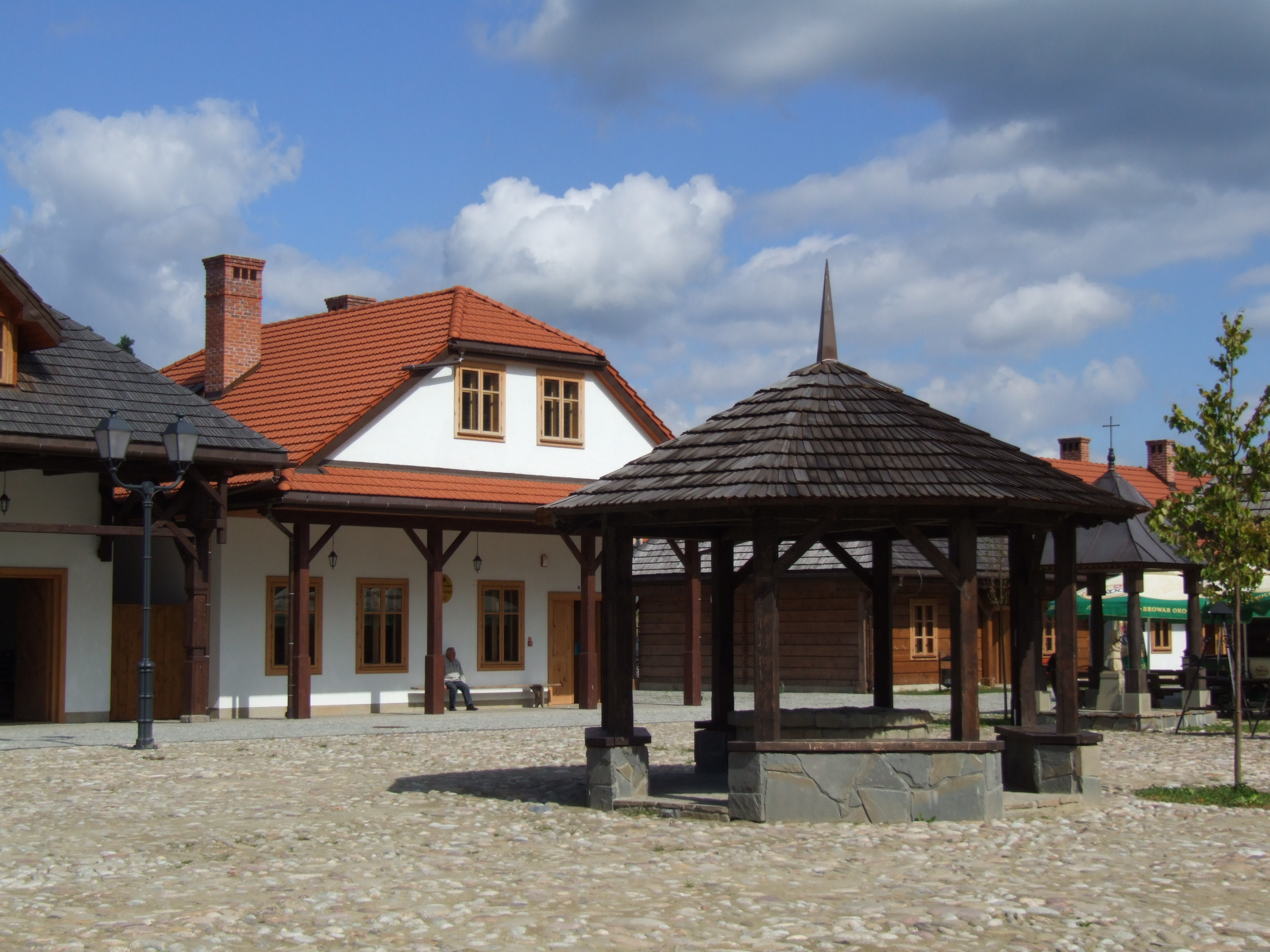
Rekonstrukcja miasteczka galicyjskiego w Sądeckim Parku Etnograficznym

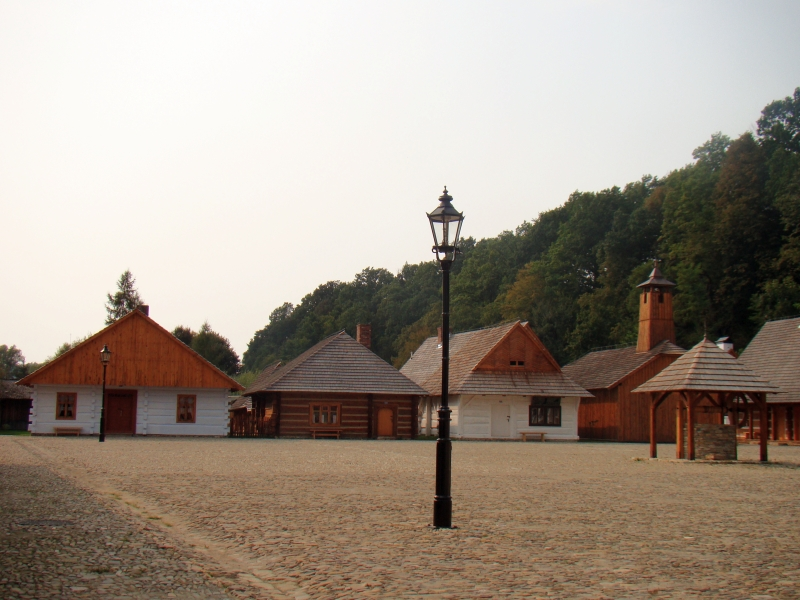
Rekonstrukcja rynku galicyjskiego w Muzeum Budownictwa Ludowego w Sanoku

Poza wyżej wymienionymi miasteczkami, na obszarze byłej Galicji jest też wiele innych miejscowości o charakterze małomiasteczkowym (łącznie 37), począwszy od zdegradowanej w 1794 roku Mierzączki do Nowej Góry, posiadającej status miasteczka aż do odzyskania przez Polskę niepodległości. Miejscowości te posiadały status miasteczka (a nawet miasta) przynajmniej przez pewien krótki okres podczas zaboru, będąc zmiennie wsiami lub tzw. wsiami targowymi, i którym status miasteczka z różnych względów przed 1918 rokiem odebrano. Nie były one przez to uwzględniane jako takie przez władze polskie, pomimo ich bardzo zróżnicowanego stanu faktycznego (podane województwa dotyczą stanu z II RP):
- w woj. krakowskim (19): Czarny Dunajec, Gdów, Kawęczyn, Liszki, Łapanów, Mierzączka, Niegowić, Nieznajowa, Nowa Góra, Ołpiny, Podgórze, Radłów, Rzepiennik Biskupi, Rzepiennik Strzyżewski, Szczepanów, Szczurowa, Szerzyny, Trzciana i Zdynia
- w woj. lwowskim (8): Bojanów, Grodzisko-Miasteczko, Lubycza-Kniazie, Mikołajów, Nisko, Rajtarowice, Wola Michowa i Wybranówka
- w woj. stanisławowskim (3): Łanczyn, Ruda i Żurów
- w woj. tarnopolskim (7): Horożanka, Korolówka, Nowe Sioło, Okopy św. Trójcy, Rohaczyn, Suchostaw i Zawałów

### Współcześnie
Pojęcie miasteczko nie ma obecnie formalnego (administracyjnego) znaczenia, a mianem tym określa się potocznie małe miasta niepełniące roli ośrodków ponadgminnych (czasem nawet miasta średnie), a także formalnie wiejskie miejscowości pozbawione praw miejskich, które do dziś zachowały miejską morfologię i miejski charakter.

## Czechy
W Czechach status miasteczka ma 211 miejscowości.

## Litwa
W 1989 r. w ramach reformy administracyjnej zlikwidowano na Litwie osiedla typu miejskiego. W ich miejsce powstały m.in. miasta i miasteczka. Osiedli typu miejskiego było na Litwie 22, z czego 13 obecnie jest miastami, 3 straciły status miasta w latach 2001–2003, 6 uzyskało status miasteczka w latach 90. XX wieku.
W 2008 roku na Litwie wymienianych jest 244 miasteczek, od spisu demograficznego w 2001 przybyły 3.

## Charakterystyka miasteczek

### Architektura
Plan zabudowy zgodny ze średniowieczną tradycją wynikającą z prawa magdeburskiego, tj. prostokątny rynek z ratuszem pośrodku, kościołem usytuowanym przy ulicy wychodzącej z narożnika rynku i szachownicą ulic.

### Socjologia
Niejednokrotnie pozbawione możliwości rozwojowych, pomimo uzyskanych praw miejskich, miasto takie było jedynie z nazwy, herbu i przywileju. Osada taka mogła dalej prowadzić życie typowo wiejskie, a główną działalnością jej mieszkańców było rzemiosło, drobny handel oraz uprawa łanów ziemi przydzielonych przez właściciela.